# Krivaj Sunjski
Krivaj Sunjski je naselje u Republici Hrvatskoj, u sastavu Općine Sunja, Sisačko-moslavačka županija. 

## Stanovništvo
Prema popisu stanovništva iz 2001. godine, naselje je imalo 114 stanovnika te 47 obiteljskih kućanstava.
| broj stanovnika | 161   | 175   | 179   | 205   | 220   | 235   | 234   | 280   | 253   | 246   | 238   | 207   | 184   | 156   | 114   | 120   | 97    |
|                 | 1857. | 1869. | 1880. | 1890. | 1900. | 1910. | 1921. | 1931. | 1948. | 1953. | 1961. | 1971. | 1981. | 1991. | 2001. | 2011. | 2021. |